# حارة مجمع دار العادل (صنعاء همدان)

تعديل مصدري - تعديل

حارة مجمع دار العادل هي إحدى حارات حي وسط ضلاع بضواحي صنعاء مديرية همدان، بلغ تعداد سكانها 464 نسمة حسب تعداد اليمن لعام 2004.